# Wola Żelichowska
Wola Żelichowska – wieś w Polsce położona w województwie małopolskim, w powiecie dąbrowskim, w gminie Gręboszów.

## Historia
8 lipca 1928 roku w Woli Żelichowskiej został poświęcony pomnik poległych w latach 1914 1920. W uroczystościach wzięli udział: poseł Bojko i starosta z Dąbrowy Szeligowski. Po odegraniu pobudki zgromadzeni przeszli do Gręboszowa, gdzie uczestniczyli w uroczystej sumie z kazaniem. Po mszy przeszli ponownie pod pomnik. Najpierw przemówienie wygłosił wójt wsi Jan Koziara, a potem pomnik poświęcił ks. dziekan Halak. Przypomniał on zgromadzonym, że w 1914 roku do Woli Żelichowskiej i Gręboszowa przybyła garstka legionistów z Józefem Piłsudskim.
| SIMC    | Nazwa    | Rodzaj    |
| ------- | -------- | --------- |
| 0820306 | Błonie   | część wsi |
| 0820312 | Gliniaki | część wsi |
| 0820329 | Połać    | część wsi |

W latach 1975–1998 miejscowość administracyjnie należała do województwa tarnowskiego.